# Симеон (архиепископ Новгородский)
Архиепископ Симеон (в иночестве Сампсон; ум. 15 июня 1421) — епископ Русской православной церкви, архиепископ Новгородский и Псковский.
Канонизирован в лике святителей.

## Биография
11 августа 1415 года избран по жребию для посвящения во святительский сан на Новгородскую кафедру из иноков Хутынского монастыря.
15 марта 1416 года святителем Фотием, митрополитом Киевским и всея Руси, в Московском Архангельском соборе, рукоположен во иеродиакона, 21 марта — во иеромонаха, а 22 марта — во епископа Новгородского и Псковского с возведением в сан архиепископа. В хиротонии его принимали участие с митрополитом Фотием 5 владык: «Григорий Ростовский, Суздальский Митрофан, Антоний Тферский, Сарьский Тимофей, Исаакий Пермьский, при великом князе Василии Дмитриевиче и при брате его Юрьи и Константине».
16 апреля 1416 года архиепископ Симеон был торжественно встречен в Новгороде посадником, тысяцким и клиром Святой Софии.
В тот же год на свои средства он воздвиг в Новгороде две каменные церкви: во имя святителя Московского Петра на воротах архиерейского дома и во имя святого Афанасия Александрийского в кремле за Софийским собором.
В 1417 году во время мора совершал крестные ходы вокруг Новгорода и освятил возведённую за один день деревянную церковь во имя великомученицы Анастасии Узорешительницы — «святую Ностасью».
В 1418 году архиепископ Симеон выступал сначала посредником между враждующими народом и боярами, а затем и миротворцем, остановив разгоревшееся на мосту через Волхов сражение между Торговой и Софийской сторонами.

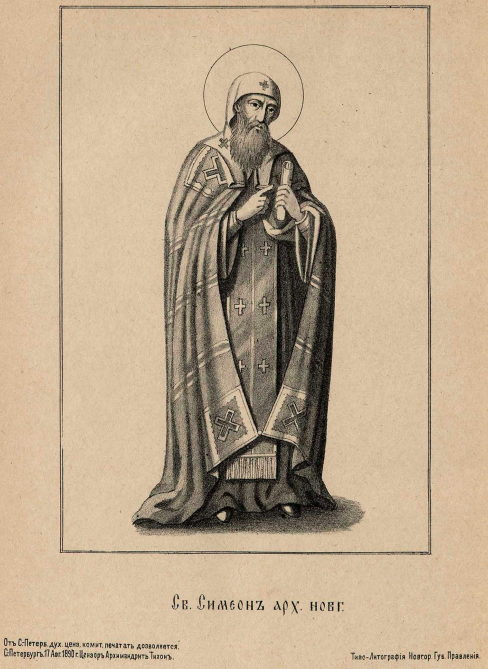
Архиепископ новгородский Симеон, литография 1890 г.

Осенью 1418 года после заключения новгородцами мира с Псковом ездил туда на месяц для отправления суда и произнёс там Поучение о необходимости воздавать честь и покоряться «своему святителю и отцем… духовным», не похищать чужого, не радоваться чужой беде, не гордиться и не обижать Церковь — «не вьступатися ни во чтоже, елико изначала епископии потягло… в земли, в воды, в суды, в печать и во все пошлины церковныя…» Кроме того, он написал в Псковский Снетогорский монастырь Послание о соблюдении общежительного устава и неподсудности игумена и старцев мирским судьям, где говорит, что слышал, что в монастыре живут «не почернечьскы, духовника не держать, а у игумена и у старцов не в послушании», а кроме того, что «иныя черньци, да из монастыря вышедше вон, да подъимають мирьскыя люди и мирьскыя судья на игумена и на старцов…» Нарушителей порядка он повелевает изгонять, не возвращая им их взноса («а взнесенаго ему не дати»). Князю, посаднику и судье запрещает вступаться в монастырские распри и говорит, что имущество умерших монахов наследует монашеское общежитие, а не «мирьский человек… или род».
25 февраля 1419 года архиепископ Симеон благословил принятого новгородцами князя Константина Дмитриевича, поссорившегося со своим братом, великим князем Василием Дмитриевичем, а в 1421 году с посадниками, тысяцким и боярами, одарив его, проводил из Новгорода.
В 1419 году архиепископ Симеон объезжал Корельскую землю, после того как норвежцы произвели в ней опустошение и разорили несколько церквей и монастырей. В целях примирения карелов с норвежцами и для распространения христианства среди язычников неоднократно совершал поездки на север.
В следующем 1420 году содействовал новгородцам утвердить вечный мир с Ливониею при Нарове на древних условиях времён Александра Невского, касательно границ и торговли.
Скончался 15 июня 1421 года. Погребен в Мартириевой паперти Новгородского Софийского собора. Мощи его покоятся под спудом.

## Сочинения
- Послание в Снетогорский монастырь о соблюдении общежительного устава // Акты исторические, собранные и изданные Археографическою комиссиею: в 5 т. — СПб., 1841—1842. — Т. 1, № 24.
- Поучение в Псков // Полное собрание русских летописей. — 2-е изд. — Л., 1925. — Т. 4, вып. 2. — С. 424—425.
- Поучение о молитве (синодальная рукопись, № 321).